# Робочий тиждень
Робочий тиждень — робочий час, що триває протягом календарного тижня.
Згідно з Кодексом законів про працю України (КЗпП) нормальна тривалість робочого часу працівників не може перевищувати 40 годин на тиждень.
Проте, підприємства і організації при укладенні колективного договору можуть встановлювати меншу норму тривалості робочого часу, ніж 40 годин на тиждень.
Крім того, законодавством встановлюється скорочена тривалість робочого часу для окремих категорій працівників (лікарів, вчителів та інших).
Робочий тиждень зазвичай буває п'ятиденним та шестиденним.
При п’ятиденному робочому тижні тривалість щоденної роботи (зміни) визначається правилами внутрішнього трудового розпорядку або графіками змінності, які затверджує власник або уповноважений ним орган за погодженням з виборним органом первинної профспілкової організації (профспілковим представником) підприємства, установи, організації з додержанням установленої тривалості робочого тижня.
На тих підприємствах, в установах, організаціях, де за характером виробництва та умовами роботи запровадження п’ятиденного робочого тижня є недоцільним, встановлюється шестиденний робочий тиждень з одним вихідним днем. При шестиденному робочому тижні тривалість щоденної роботи не може перевищувати 7 годин при тижневій нормі 40 годин, 6 годин при тижневій нормі 36 годин і 4 годин при тижневій нормі 24 години. 
Вирішення питання про встановлення п’ятиденного або шестиденного робочого тижня віднесено до компетенції власника, який повинен ухвалювати рішення спільно з виборним органом первинної профспілкової організації, враховуючи специфіку роботи, з урахуванням думки трудового колективу і за погодженням з сільською, селищною, міською радою.
Окремі положення КЗпП має щодо регулювання тривалості роботи напередодні святкових, неробочих і вихідних днів. При п’ятиденному робочому тижні, як і при шестиденному, тривалість роботи напередодні святкових і неробочих днів працівників з нормальним робочим днем скорочується на одну годину, а працівників, яким законодавством встановлено скорочений робочий день – залишається незмінною. 
В тих випадках, коли святковому або неробочому дню передують дні щотижневого відпочинку, скорочення тривалості робочої зміни не провадиться. 
Напередодні вихідних днів тривалість роботи при шестиденному робочому тижні не може перевищувати 5 годин. 
Тривалість щоденної роботи (в тому числі й напередодні вихідних днів) визначається правилами внутрішнього трудового розпорядку або графіками змінності.